# Турач ітурійський
Турач ітурійський (Ptilopachus nahani) — вид куроподібних птахів родини токрових (Odontophoridae). Поширений в Африці.

## Таксономія
Традиційно вид відносили до роду турач (Francolinus) родини фазанових (Phasianidae). У 2000-х роках стало відомо, що його найближчим родичем є куріпка скельна, і разом вони можуть бути єдиними африканськими представниками родини токрових (Odontophoridae).

## Поширення
Вид поширений на сході Демократичної Республіки Конго на схід від міста Янгамбі, а також у центральній і західній Уганді в лісах Будонго, Бугома і Мабіра. Він зустрічається в низинних первинних лісах, віддаючи перевагу річковим або болотистим районам.

## Опис
Птах завдовжки близько 25 см. Його спина темно-коричнева з кількома білими плямами, а живіт, груди та голова чорні з великими білими плямами. Контур очей червоний.